# Agrupación Deportiva Cartaya
La Agrupación Deportiva Cartaya es un equipo de fútbol de Cartaya (Huelva). Fundado en 1957, el equipo compite en el grupo 10 de la Tercera División RFEF. Juega sus partidos como local en el Estadio Luis Rodríguez Salvador, con capacidad para 3 078 espectadores.

## Historia
Después de la temporada 2009–10, descendieron dos divisiones, de Tercera División a Preferente Regional, debido a las limitaciones económicas del club. En 2012 el mismo se hallaba en la Segunda División Andaluza de Huelva, categoría más baja de la provincia. Tras 3 ascensos en menos de 10 años, en la  temporada 2021-2022, la A.D. Cartaya volvió a Tercera División (3°RFEF) 11 años después.

## Datos del club
Máximas categorías en las que ha jugado la AD Cartaya, CF:
- Temporadas en Tercera División: 9
- Temporadas en División de Honor Andaluza: 5